# Schismatomma physconiicola
Schismatomma physconiicola är en lavart som beskrevs av Ertz & Diederich. Schismatomma physconiicola ingår i släktet Schismatomma och familjen Roccellaceae.   Inga underarter finns listade i Catalogue of Life.